# Terezín (Rudník)

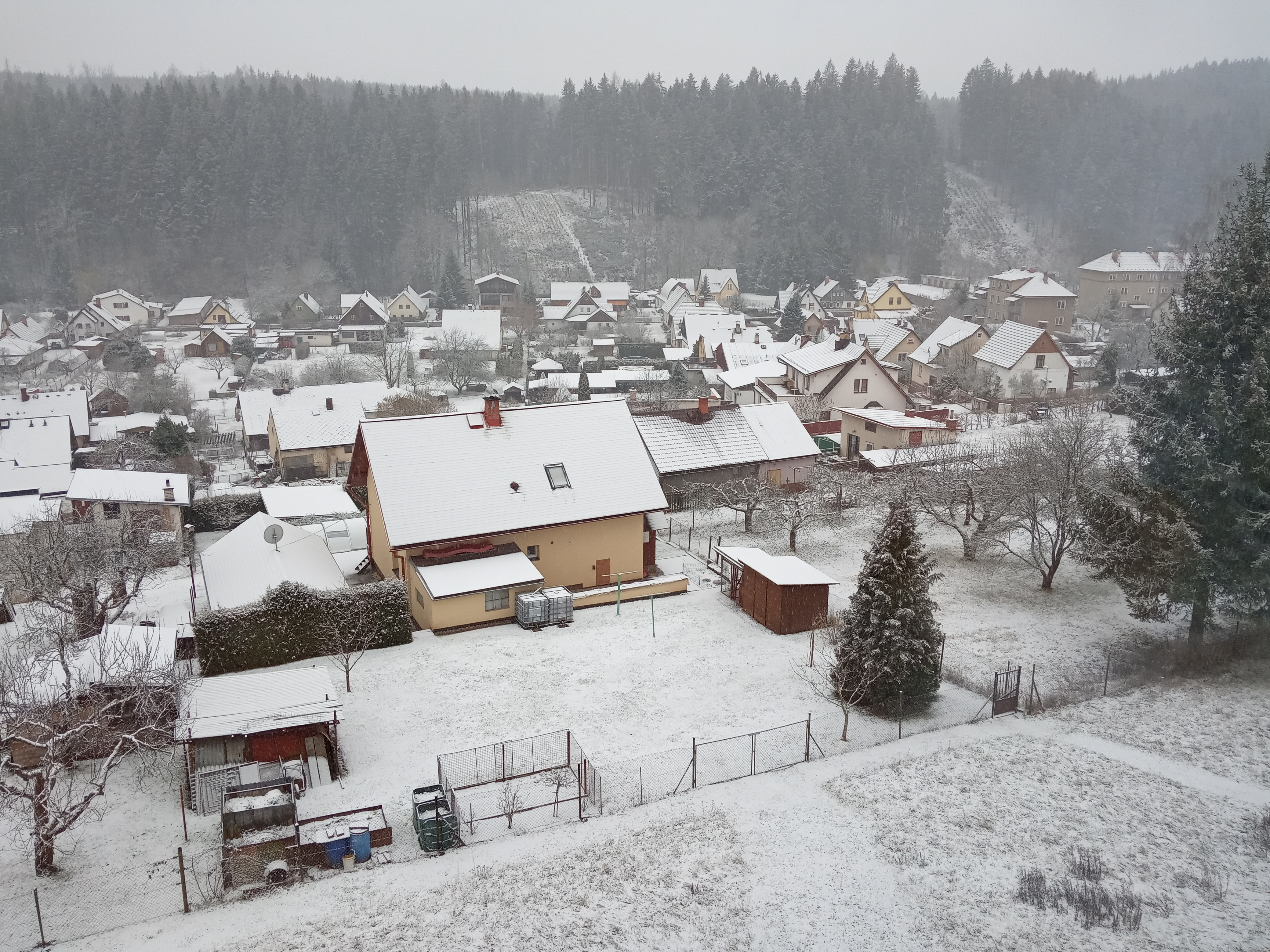
Rudník - Terezín

Terezín (deutsch Theresienthal) ist eine Ansiedlung der Gemeinde Rudník in Tschechien. Sie liegt vier Kilometer nördlich von Hostinné und gehört zum Okres Trutnov.

## Geographie
Terezín befindet sich im Riesengebirgsvorland im tief eingeschnittenen Tal der Čistá (Lauterwasser). Nördlich erhebt sich die Pastvina (502 m), im Osten der Soví vrch und die Červená výšina (Rote Höhe, 519 m), südlich die Planinka (Scheibenberg, 495 m) und im Nordwesten der Čihadlo (Koppen, 525 m).
Nachbarorte sind Rudník im Norden und Osten, Čermná im Südosten, Arnultovice, Hlinský Vrch und Dobrá Mysl im Süden, Prosečné im Südwesten sowie Malý Lánov, Dolní Lánov und Lázně Fořt im Nordwesten.

## Geschichte
Nachdem der Besitzer des Allodialgutes Hermannseifen, Josef Karl Freiherr von Silberstein, oberhalb des Schlosses an der Einmündung des Luční potok (Seifenbach) in die Čistá (Lauterwasser) in den 1830er Jahren eine Schirtingfabrik errichtet hatte, ließ er 1834 im bis dahin unbesiedelten Tal des Lauterwassers eine Werkskolonie anlegen. Diese erhielt 1836 nach seiner Frau, Theresia Pulpan von Feldstein († 1839), den Namen Theresiental und wuchs schnell an. Im Jahre 1843 standen in Theresienthal bereits 25 Häuser. Katholischer und evangelischer Pfarrort war Hermannseifen. Bis zur Mitte des 19. Jahrhunderts blieb die Kolonie immer zum Allodialgut Hermannseifen untertänig.
Nach der Aufhebung der Patrimonialherrschaften bildete Theresienthal ab 1850 einen Ortsteil der Gemeinde Hermannseifen in der Bezirkshauptmannschaft Hohenelbe / Vrchlabí. Im Jahre 1879 verkaufte Adolf von Silberstein das Gut Hermannseifen an Friedrich Wihard aus Liebau in Schlesien. Dieser veräußerte es 1880 an den Textilfabrikanten Johann Adam Kluge. Nach der Gründung der Tschechoslowakei 1918 wurde der Ort 1922 dem neuen Gerichtsbezirk Arnau zugeordnet. Im Jahre 1921 errichtete die Erste Böhmische Kunstseide-Fabrik AG Theresienthal im Tal oberhalb der Kolonie die erste Kunstseidenspinnerei der Tschechoslowakei. Fortan wurde der Ort in zwei Siedlungen – Theresienthal I und Theresienthal II unterschieden. Die Errichtung der Chemiefabrik hatte für das benachbarte Kurbad fatale Folgen, 1922 wurde der Kurbetrieb im Forstbad eingestellt.  Infolge des Münchner Abkommens wurde Theresienthal zusammen mit Hermannseifen 1938 dem Deutschen Reich angeschlossen und gehörte bis 1945 zum Landkreis Hohenelbe. Nach dem Zweiten Weltkrieg kam der Ort zur Tschechoslowakei zurück. Unmittelbar nach Kriegsende entstand 1945 in Theresienthal ein Sammellager für die Abschiebung von Deutschen aus dem Okres Vrchlabí. 1946 erhielt der Ort den tschechischen Namen Terezín. Infolge der Vertreibung deutscher Bewohner ging die Einwohnerzahl stark zurück. Die Kunstseidenfabrik wurde verstaatlicht und Teil des Werkes Secheza Lovosice. Nach der Aufhebung des Okres Vrchlabí wurde Terezín mit Beginn des Jahres 1961 dem Okres Trutnov zugeordnet. In den 1960er Jahren wurde die Kunstseidenfabrik zu einem Hersteller von Gummiprodukten für die Automobilindustrie umprofiliert und firmiert seither als Rubena Rudník. 1980 verlor der Ort seinen Status als Ortsteil.